# 関西国際大学の人物一覧
関西国際大学の人物一覧（かんさいこくさいだいがくのじんぶついちらん）は、関西国際大学に関係する人物の一覧記事。
短期大学部の前身である関西女学院短期大学の関係者も掲載する。

## 著名な教職員
現職
- 濱名篤 - 学長、学校法人濱名山手学院理事長。
- 清水將之 - 大学院教授
- 野崎勝義 - 客員教授
- 細澤仁 - 人間科学部教授
- 遠藤泰生　-　種教授

元職
- 桐生正幸 - 人間学部人間心理学科犯罪科学専攻教授、関西国際大学防犯・防災研究所長

- 井箟重慶 - 名誉教授
- 楠瀬佳子 - 関西女学院短期大学経営学科教授
- 小谷融 - 経営学部教授
- 高梨敬一郎 - 教授
- 高島進 - 教授
- 村上敦 (経済学者) - 関西女学院短期大学教授、関西国際大学学長
- 安平昭二 - 関西国際大学学長

## OB・OG

### 芸能
- 桂あおば - 落語家
- 杉本青空 - お笑い芸人（からし蓮根）

### スポーツ
- 橋本亮馬 - 元横浜ベイスターズ打撃投手
- 榊原諒 - 元プロ野球選手
- 翁田大勢 - プロ野球選手（読売ジャイアンツ）
- 松永昂大 - 元プロ野球選手（千葉ロッテマリーンズ）
- 益田直也 - プロ野球選手（千葉ロッテマリーンズ）
- 伊原正樹 - 元プロ野球選手
- 飯田一弥 - 元プロ野球選手（中退）
- 蔵田岬平 - プロサッカー選手
- 玉城史也 - プロサッカー選手
- 友利貴一 - 元プロサッカー選手
- 後藤卓磨 - プロサッカー選手
- 北嶋佑一 - 元フットサル選手

## その他
- 草木克洋 - サッカー部監督（2007年-2011年）
- 藤井泰行 - サッカー部監督（2014年-2017年）
- 鈴木英之  - 野球部監督（2003年-）